# أسل دروموندي
أسل دروموندي (الاسم العلمي: Juncus drummondii) نوع نباتي يتبع جنس الأسل وينتمي إلى الفصيلة الأسلية.